# Vlag van Telšiai

Vlag van Telšiai

De vlag van Telšiai, een district van Litouwen, bestaat net als alle negen andere Litouwse districtsvlaggen uit een egaal veld met daarin een regionaal symbool, omringd door een blauwe rand met daarin tien gouden Vytiskruizen. De kruizen verwijzen naar de tien Litouwse districten en hun positie binnen Litouwen. De vlag is, net als alle andere districtsvlaggen, vastgelegd door de Heraldische Commissie van het Ministerie van Binnenlandse Zaken; dit gebeurde in 2004.
Het regionale embleem in het midden van de vlag is een rood veld rust een zwarte beer met een zilveren ketting om zijn nek en dezelfde wapens: tanden, tong en klauwen; tien gouden Litouwse dubbele kruisen op een blauwe rand.